# Jabba the Hutt
Jabba the Hutt, egentligen Jabba Desilijic Tiure, är en rollfigur i science fiction-filmserien Star Wars. Han förekommer i Det mörka hotet, Stjärnornas krig och Jedins återkomst.
Han är en skurk och en maffiaboss samt kan karaktäriseras av att vara kraftigt överviktig och äcklig.